# Sebaea macrophylla
Sebaea macrophylla là một loài thực vật có hoa trong họ Long đởm. Loài này được Gilg miêu tả khoa học đầu tiên.